# Adolf Klingshirn
Adolf Klingshirn (* 29. Juni 1890 in München; † 25. August 1972 in München) war ein deutscher Maler und Graphiker.
Adolf Klingshirn studierte an der Akademie der Bildenden Künste in München.
Als Mitglied der Juryfreien stellte er ab den späten 1920er Jahren Arbeiten im Glaspalast München aus. In der Zeit des Nationalsozialismus zog er sich in die innere Emigration zurück. Stilistisch beeinflusst wurde er von Emil Nolde, Edvard Munch, Gabriele Münter, Max Beckmann und der Künstlervereinigung Brücke. Sein nach 1945 entstandenes Werk wird dem Expressiven Realismus zugeordnet. Häufig findet sich das Motiv farbiger, expressiver Stillleben. Ein violetter Grundton beherrscht viele seiner Bilder. Dabei arbeitete er meist im mittleren und kleineren Format. Das Repertoire seiner Inhalte umfasst Landschaftsbilder aus der Umgebung Münchens, Architektur Münchener Vorstädte, Stillleben, Blumen, die Zirkuswelt, Akt und Porträt, aber auch Momentaufnahmen der jungen Schwabinger Szenerie der 1950er Jahre. Das Münchener Stadtmuseum ist im Besitz einer Reihe seiner Zimmermannsbleistiftzeichnungen mit Architekturensembles aus der Au und aus Haidhausen.